# Famille Capulet
Pour les articles homonymes, voir Capulet (homonymie).
La famille Capulet (en italien, Cappelletti) est une famille gibeline de Vérone, célèbre pour son inimitié avec les Montaigu, et pour l'aventure tragique de Roméo et Juliette. 
La rivalité des deux familles se situe vers l'an 1303. Dante en fait mention dans la Divine Comédie (Purgatoire. VI), parue entre 1307 et 1321. 
L'histoire de Roméo et Juliette, racontée sous forme de nouvelle par Mathieu Bandello en 1554, a été mise en vers par le poète anglais Arthur Brooke en 1562 puis théâtralisée par William Shakespeare et Lope de Vega.